# NGC 2034
NGC 2034 је расејано звездано јато у сазвежђу Златна риба које се налази на NGC листи објеката дубоког неба.
Деклинација објекта је - 66° 54' 13" а ректасцензија 5h 35m 32,8s. Привидна величина (магнитуда) објекта NGC 2034 износи 11,6. NGC 2034 је још познат и под ознакама ESO 86-SC14.